# 잭 호너
존 ‘잭’ R. 호너(영어: John "Jack" R. Horner, 1946년 6월 15일~)는 미국의 고생물학자이며
몬태나주 보즈맨의 로키 산맥 박물관 고생물학 학예사이다.
호너는 1970년대에 몬태나 주에서 마이아사우라의 집단 둥지를 발견하면서 유명해졌으며 1995년 샘프슨이 발견한 아켈로우사우루스 호너아이는 잭 호너의 이름을 따서 종명이 붙여진 것이다. 또한 호너는 2001년에 한번에 티란노사우루스 렉스 다섯 개체를 발견하였으며 그때 발견한 티란노사우루스 렉스는 로키 산맥 박물관에 소장되어 있다.
몬태나주 보즈만(Bozeman)에 소재한 몬태나 주립대학교 락키스박물관에서 고생물학 학생처장과 큐리어터를 역임하고 있다. 공룡 화석 발견과 할리우드 영화(쥐라기 공원)의 컨설턴트로 유명한 그는 북미 고생물학자 가운데 가장 유명한 사람으로 꼽힌다.